# Sojuz 7K-LOK

Apollo CSM e LOK

La Sojuz 7K-LOK, o semplicemente LOK ( in russo Лунный Орбитальный Корабль? "Veicolo Orbitale Lunare") era un veicolo spaziale sovietico con equipaggio progettato per lanciare uomini dalla Terra verso la Luna, sviluppato in parallelo alla 7K-L1 . Il LOK avrebbe dovuto trasportare due cosmonauti, fungendo da nave madre per il Modulo lunare LK che avrebbe portato un membro dell'equipaggio sulla superficie lunare. Faceva parte del programma N1-L3 che includeva anche il lander LK e il razzo N1.

## Design
Come il modello 7K-OK, il 7K-LOK era diviso in tre sezioni, un modulo orbitale ellissoidale, il modulo di discesa a forma di "faro" e un modulo cilindrico contenente le varie attrezzature. Come il 7K-OK, il 7K-LOK era in grado di attraccare fisicamente con un altro veicolo spaziale, ma non presentava un tunnel di trasferimento come quello utilizzato sull'Apollo, costringendo così il cosmonauta a fare una passeggiata spaziale per entrare nel lander utilizzando la nuova tuta spaziale Krechet (il predecessore delle tute spaziali Orlan utilizzate oggi sulla Stazione spaziale internazionale ).
Un'altra modifica al 7K-LOK è stata l'eliminazione dei pannelli solari utilizzati sul 7K-OK, sostituendoli con celle a combustibile simili a quelle trovate a bordo delle capsule Apollo. Un'altra caratteristica, una "cupola" situata sul modulo orbitale, permetteva al cosmonauta all’interno del 7K-LOK di eseguire la procedura di attracco con il Lander.
I sistemi di visualizzazione delle informazioni (IDS) sul LOK erano diversi da quelli del Sojuz-7K. Il modulo di discesa era dotato del pannello di controllo "Uran" e il modulo orbitale presentava il pannello di controllo dell’avvicinamento "Orion".

## Voli
Solo tre LK 7K senza equipaggio furono lanciate in orbita.
- Uno era un boilerplate 7K-LOK ottenuto dalla modifica di una Sojuz 7K-L1E la capsula è stata lanciata con successo nell'orbita terrestre bassa su un razzo Proton designato come Kosmos 382 (Sojuz 7K-L1E No. 2) il 2 dicembre 1970.
- Altri due lanci senza successo di un boilerplate ( Sojuz 7K-L1E No.1 ) e una capsula operativa ( Sojuz 7K-LOK No.1 ) con LK fittizi furono compiuti con un razzo N-1 nei suoi successivi voli il 26 giugno 1971 e il 23 novembre 1972. Entrambi i veicoli spaziali furono salvati dal sistema di fuga.

## Proposte successive
Le missioni di Russia / ESA ACTS sulla Luna furono pianificate come risposta al Progetto Constellation della NASA e avrebbero previsto l'uso di un veicolo spaziale Sojuz simile al 7K-LOK, ma con l'hardware di una Sojuz TMA (pannelli solari, sistema di aggancio e trasferimento, ecc. ). Tuttavia, questi piani non sono mai stati realizzati.